# Тата Мотърс
 Тази статия е за Tata Motors.  За други значения на Тата или Tata вижте Тата (значения).
Tata Motors Ltd. (на хинди: टाटा मोटर्स, ṭāṭā moṭars) е индийска автомобилостроителна компания, дъщерна на Tata Group. Седалището на компанията се намира в Мумбай. Компанията произвежда леки коли, камиони, ванове и автобуси.
Дъщерните дружества включват британската Jaguar Land Rover и южнокорейската Tata Daewoo. Tata Motors има съвместни предприятия с Hitachi (Tata Hitachi Construction Machinery) и Stellantis, които произвеждат автомобилни части за Fiat Chrysler и автомобили с марката Tata. На 12 октомври 2021 г. частната инвестиционна компания TPG инвестира 1 милиард щ.д. в дъщерно дружество за електрически превозни средства на Tata Motors.
Tata Motors има заводи за производство на автомобили в Джамшедпур, Пантнагар, Лакнау, Сананд, Дарвад и Пуна в Индия, както и в Аржентина, Южна Африка, Обединеното кралство и Тайланд. Разполага с центрове за изследване и развитие в Пуна, Джамшедпур, Лакнау, Дарвад в Индия, както и в Южна Корея, Обединеното кралство и Испания. Tata Motors е регистрирана на BSE, на Национална фондова борса на Индия и на Нюйоркска фондова борса. Компанията е класирана на 265-то място в списъка „Fortune Global 500“ на най-големите корпорации в света към 2019 г.
На 17 януари 2017 г. Натараджан Чандрасекаран е назначен за председател на компанията Tata Group.

## История
Tata Motors е подразделение на Tata Group, основана от Джамшети Тата през 1868 г. През 1945 г. е създадено дъщерно дружество за производство на локомотиви, TATA Engineering and Locomotive Company (TELCO). През 1954 г. е създадено съвместно предприятие с немската компания Daimler-Benz за производство на камиони. Износът на автомобили започва през 1961 г. (за Шри Ланка). През 1966 г. в Пуна е открито дизайнерско бюро, а през 1977 г. там започва производството на търговски автомобили, също базирани на модел на Daimler-Benz. Първият местно разработен лек камион е Tata 407, е пуснат на пазара през 1986 г., последван от 608 и Tatamobile 206.
Производството на пътнически автомобили започва през 1991 г. с модела Tata Sierra, а на следващата година започва производството на втория модел, Tata Estate (комби дизайн, базиран на по-ранния Tata Mobile). Следват Tata Sumo (1994, SUV с 5 врати) и Tata Safari (1998).
През 1993 г. компанията подписва споразумение с Cummins Engine Co. за производството на мощни и екологични дизелови двигатели. През 1994 г. е подписано споразумение с Tata Holset Ltd., Великобритания, за използване на технология за турбокомпресор в двигатели Cummins. Също през тази година е създадено съвместно предприятие с Mercedes-Benz за производство на модели на немския концерн в Индия, първият през 1995 г. е E220.
След години на господство сред търговските превозни средства, Tata Motors представя Tata Indica на пазара на леки автомобили през 1998 г.; тази кола е първата напълно разработена лека кола в Индия. Успехът на Tata Indica води до възхода на Tata Motors. Версията за Обединеното кралство се внася от MG Rover Group и се продава като Rover CityRover. През 2001 г. сътрудничеството с Daimler е прекратено.
След като става основен индийски производител на автомобили, компанията променя името си на Tata Motors на 29 юли 2003 г. През 2004 г. Tata Motors купува Daewoo Commercial Vehicle Company, дъщерното дружество за производство на камиони на южнокорейската група Daewoo. Също през 2004 г. Tata Motors листва своите акции на Нюйоркската фондова борса.
Tata Motors и люксембургската компания Motor Development International (MDI) съвместно разработват първия в света икономически жизнеспособен прототип на пневмомобил, наречен OneCAT. Пневмоавтомобилът може да се зареди със сгъстен въздух за 4 часа чрез свързване към стандартен конектор за електрически автомобил. Автомобилът изразходва само енергията, необходима за сгъстяването на въздуха.
Tata Motors разработва малка кола, наречена Tata Nano, която постъпва в продажба през 2008 г. Това е най-евтиният автомобил в света, чиято цена тогава е приблизително 100 000 индийски рупии (около 2000 щ.д.). Компанията представя този супермини автомобил на изложбата Auto Expo през 2008 г. в Делхи.
През 2008 г. Tata Motors представя версии с електродвигател на леката кола Tata Indica и търговската Tata Ace. Компанията обявява, че производството на Indica в Индия ще започне от 2010 г., а в Норвегия – от 2009 г. Президентът на компанията Рави Кант обяснява по-ранното начало на производството в Норвегия, отколкото в Индия с това, че в Норвегия вече има необходимата за производството на електромобили инфраструктура (дъщерната компания във Великобритания Tata Motors European Technical Centre е купила 50,3% от норвежката фирма Miljø Grenland/Innovasjon, занимаваща се с разработки в сферата на електромобилите).
През юни 2010 г. в Сананд (Гуджарат) е открит нов завод за производство на Nano с капацитет от 250 хиляди автомобила годишно. През септември същата година е закупен 80-процентов дял в италианската дизайнерска компания Trilix. През юли 2011 г. в Южна Африка е открит завод за сглобяване на големи възли за камиони Tata. През май 2015 г. акциите на компанията са регистрирани на двете големи фондови борси в Индия (Националната и Бомбайската).

## Собственици и ръководство
Най-големите акционери на компанията са Tata Sons (холдингова компания на Tata Group, 46,33%) и Life Insurance Corporation of India (4,75%).
- Натараджан Чандрасекаран (Natarajan Chandrasekaran, род. 2 юни 1963 г.) – председател на съвета на директорите от 2016 г., в групата Tata е от 1987 г.
- Гюнтер Бучек (Guenter Butschek, род. 21 октомври 1960 г.) – главен изпълнителен директор от февруари 2016 г., преди това 4 години е главен оперативен директор в Airbus, а още по-рано прави кариера в Daimler AG.

## Дейност
Компанията произвежда леки и товарни автомобили под марките Tata, Jaguar и Land Rover. Продажбите през 2021/22 финансова година възлизат на 1,034 млн. автомобила, от които 194 хил. леки коли, 472 хил. автомобила с висока проходимост, 180 хил. пикапа, 63 хил. леки камиони и 107 хил. средни и тежки камона. Автомобили с марката Tata са 740 хиляди, а с марките Jaguar и Land Rover – 294 хиляди, но делът на дъщерното дружество в Обединеното кралство в приходите е много по-висок – 67% (1,86 трилиона от 2,77 трилиона рупии). В Индия са продадени 67% от произведените превозни средства, в Северна Америка – 8%; По отношение на приходите Индия е донесла 803 милиарда рупии, САЩ – 453 милиарда рупии, Китай – 426 милиарда рупии, Великобритания – 324 милиарда рупии, други европейски страни – 323 милиарда рупии.
Производствените мощности на компанията включват 6 завода в Индия (Джамшедпур, Пантнагар, Лакнау, Сананд, Дарвад и Пуна); дъщерното дружество Jaguar Land Rover има 4 завода в Обединеното кралство, както и по един в Китай (открит през 2015 г.), Бразилия (открит през 2016 г.) и Словакия (открит през 2018 г.). Дъщерното дружество Tata Daewoo има няколко завода в Gunsan (Република Корея). Освен това има съвместни предприятия в Тайланд (с Thonburi Group), Индия (с Fiat) и Южна Африка, сглобяване по договор се извършва в Австрия и Мароко. Общият номинален капацитет на заводите е повече от 2,5 милиона автомобила годишно.

## Моделна гама

### Леки автомобили
- Tata Tiago
- Tata Altroz
- Tata Tigor
- Tata Punch
- Tata Nexon
- Tata Harrier/H5
- Tata Safari
- Tata Nexon EV
- Tata Tigor EV
- Tata Tiago EV

### Концептуални автомобили
- 2000 Aria Roadster
- 2001 Aria Coupe
- 2002 Tata Indica
- 2002 Tata Indiva
- 2004 Tata Indigo Advent
- 2005 Tata Xover
- 2006 Tata Cliffrider
- 2007 Tata Elegante
- 2009 Tata Pr1ma
- 2011 Tata Pixel
- 2012 Tata Megapixel
- 2014 Tata Nexon
- 2014 Tata ConnectNext
- 2018 Tata 45X
- 2018 Tata H5X
- 2018 Tata EVision
- 2019 Tata H2X
- 2020 Tata HBX
- 2020 Tata Sierra EV
- 2022 Tata Curvv
- 2022 Tata Avinya

### Исторически модели
Прекратено е производството на:
- Tata Sierra
- Tata Estate
- Tata Sumo/Spacio
- Tata Indica
- Tata Indigo
- Tata Indigo Marina
- Tata Nano
- Tata Xenon XT
- Tata Winger
- Tata Aria
- Tata Venture
- Tata Iris
- Tata Zest
- Tata Bolt

### Търговски автомобили
- Tata Ace
- Tata TL/Telcoline/207 DI
- Tata 407 Ex и Ex2
- Tata 709 Ex
- Tata 809 Ex и Ex2
- Tata 909 Ex и Ex2
- Tata 1109
- Tata 1510/1512
- Tata 1610/1616
- Tata 1613/1615
- Tata 2515/2516
- Tata Starbus
- Tata Globus
- Tata Marcopolo Bus
- Tata 3015
- Tata 3118 (8X2)
- Tata 3516
- Tata 4923 (6X4)
- Tata Novus (тежък камион, проектиран от Tata Daewoo)

### Военни автомобили
- Tata LSV
- Tata 407
- Tata LPTA 713 TC (4x4)
- Tata LPT 709 E
- Tata SD 1015 TC (4x4)
- Tata LPTA 1615 TC (4x4)
- Tata LPTA 1621 TC (6x6)
- Tata LPTA 1615 TC (4x2)

### Автобуси
Фирмата произвежда малки, средни и големи автобуси на собствено шаси, за градски и междуградски транспорт.
Автобусите от среден клас от сериите 407 и 709 са оборудвани с двигатели на TATA. За по-големи машини се използват агрегати Cummins.
- TATA LPO 1610 TC — нископодов градски автобус с дизелов двигател Cummins (100 л. с.) с 46 седящи места.
- TATA LPO 1616/62 TC — междуградски автобус с дизелов двигател Cummins, 45 седящи места.

За индийския пазар автобусите TATA се предлагат с десен волан и пътнически врати от лявата страна.

## Дъщерни дружества на Tata Motors

### Telco Construction Equipment (TCE)
TCE е съвместна собственост на Tata Motors и Hitachi, ориентирано основно към производството на екскаватори и друго строително оборудване.

### HV Transmission (HVTL) и HV Axles (HVAL)
HVAL и HVTL напълно (на 100 %) принадлежат на Tata Motors, ангажирани в дейността по производство на скоростни кутии и оси за тежки и средни търговски превозни средства, с производствени съоръжения и инфраструктура в Джамшедпур.

### Tata Technologies Limited (TTL)
TTL предоставя инженерни и дизайнерски услуги за автомобилната индустрия. Tata Motors притежава 86,91% дял в TTL. TTL е със седалище в Пуна и предоставя своите услуги в САЩ и Европа чрез изцяло притежавани дъщерни дружества в Детройт и Лондон съответно. Компанията има и представителство в Тайланд.

### Tata Daewoo Commercial Vehicles (TDCV)
TDCV, разположен в Южна Корея е изцяло собственост на Tata Motors (закупен през март 2004 г.) TDCV се занимава с производство и продажба на тежкотоварни автомобили.